# Cody Demps
Cody Cooper Demps (Elk Grove, California, 2 de diciembre de 1993) es un baloncestista estadounidense que pertenece a la plantilla de Abejas de León de la LNBP. Con 1,93 metros de estatura, juega en la posición de base.

## Trayectoria deportiva

### Universidad
Jugó cuatro temporadas con los Hornets de la Universidad Estatal de Sacramento, en las que promedió 8,0 puntos, 3,9 rebotes y 2,5 asistencias por partido. Al término de su periodo de cuatro años, y como quería terminar su carrera de ingeniería mecánica, de la cual le quedaba un cuatrimestre, optó por continuar en la universidad hasta diciembre, compitiendo con el equipo de fútbol americano, disputando siete partidos como wide receiver, en los que capturó 15 pases y corrió 158 yardas.

### Profesional
Tras terminar su carrera universitaria, esperó la llamada de algún equipo profesional, pero ésta no se produjo hasta octubre de 2017, cuando firmó con los Reno Bighorns, el equipo filial de los Sacramento Kings en la G League. Allí jugó su primera temporada, más de la mitad de los partidos como titular, y acabó promediando 7,4 puntos y 5,4 rebotes por encuentro.
La temporada siguiente la comenzó disputando las Ligas de Verano de la NBA con los Sacramento Kings, jugando dos partidos en los que promedió 2,5 puntos y 1,5 rebotes. Volvió a formar parte posteriormente de los Stockton Kings, la nueva denominación de los Bighorns tras su traslado a California.
El 12 de noviembre de 2020 se incorporó a la plantilla de los NBA G League Ignite junto a otros veteranos para ejercer de mentores de los prospectos del equipo de exhibición y formación.
El 6 de agosto de 2021, firma con el Hapoel Be'er Sheva B.C. de la Ligat Winner.
En agosto de 2023 es anunciado con Abejas de León de la LNBP en México.